# Vedea (okręg Teleorman)
Vedea – wieś w Rumunii, w okręgu Teleorman, w gminie Vedea. W 2011 roku liczyła 820 mieszkańców.